# Zwarte treurspecht
De zwarte treurspecht (Mulleripicus funebris) is een vogelsoort uit de familie van de picidae (spechten) die voorkomt op de Filipijnen. Deze vogel is nauw verwant aan de iets kleinere grijze treurspecht (M. fuliginosus), waarvan het verspreidingsgebied verder in het zuidoosten van de eilandengroep ligt.

## Verspreiding en leefgebied
De zwarte treurspecht komt voor in het noorden van de Filipijnen en telt drie ondersoorten:
- M. f. mayri: noordelijk Luzon.
- M. f. funebris: centraal en zuidelijk Luzon, Catanduanes en Marinduque.
- M. f. parkesi: Polillo.

## Status
De grootte van de populatie is niet gekwantificeerd maar het voorkomen van deze soort wordt omschreven als variërend van ongewoon tot lokaal vrij algemeen. Aangenomen wordt dat de soort door habitatverlies snel achteruitgaat, daarom is de status gevoelig op de Rode lijst van de IUCN.